# Drillactis pallida
Drillactis pallida är en havsanemonart som först beskrevs av Addison Emery Verrill 1880.  I den svenska databasen Dyntaxa används istället namnet Edwardsia carlgreni. Enligt Catalogue of Life ingår Drillactis pallida i släktet Drillactis och familjen Edwardsiidae, men enligt Dyntaxa är tillhörigheten istället släktet Edwardsia och familjen Edwardsiidae. Det är osäkert om arten förekommer i Sverige. Inga underarter finns listade i Catalogue of Life.